# Sternwarte Violau
Die Sternwarte Violau im schwäbischen Landkreis Augsburg ist eine gut ausgestattete Sternwarte, angeschlossen an das Bruder-Klaus-Heim in Violau.
In der Kuppel steht als größtes Spiegelteleskop ein 76-cm-Newton. In der Rolldachhütte weitere 3 schwere Montierungen mit einem 15-cm-Refraktor und verschiedenen 30-cm-Teleskopen. Für astronomische Vorträge gibt es etwa 30 Sitzplätze.